# Biliverdina reduttasi
La biliverdina reduttasi è un enzima appartenente alla classe delle ossidoreduttasi, che catalizza la seguente reazione:
bilirubina + NAD(P)+ ⇄ bilirubina + NAD(P)H + H+